# Санд-Гіллс (Оклахома)
Санд-Гіллс (англ. Sand Hills) — переписна місцевість (CDP) в США, в окрузі Маскогі штату Оклахома. Населення — 339 осіб (2020).

## Географія
Санд-Гіллс розташований за координатами 35°38′3″ пн. ш. 95°12′4″ зх. д. / 35.63417° пн. ш. 95.20111° зх. д. (35.634107, -95.201213).  За даними Бюро перепису населення США в 2010 році переписна місцевість мала площу 19,53 км², уся площа — суходіл.

## Демографія
Згідно з переписом 2010 року, у переписній місцевості мешкало 395 осіб у 154 домогосподарствах у складі 118 родин. Густота населення становила 20 осіб/км².  Було 173 помешкання (9/км²).
Расовий склад населення:
| - 67,3 % — білих - 20,8 % — корінних американців - 1,8 % — чорних або афроамериканців |

До двох чи більше рас належало 9,9 %. Частка іспаномовних становила 1,8 % від усіх жителів.
За віковим діапазоном населення розподілялося таким чином: 21,5 % — особи молодші 18 років, 64,3 % — особи у віці 18—64 років, 14,2 % — особи у віці 65 років та старші. Медіана віку мешканця становила 41,3 року. На 100 осіб жіночої статі у переписній місцевості припадало 110,1 чоловіків;  на 100 жінок у віці від 18 років та старших — 112,3 чоловіків також старших 18 років.
Середній дохід на одне домашнє господарство  становив 60 093 долари США (медіана — 57 857), а середній дохід на одну сім'ю — 65 291 долар (медіана — 59 375). Медіана доходів становила 37 222 долари для чоловіків та 32 917 доларів для жінок. За межею бідності перебувало 10,6 % осіб, у тому числі 21,9 % дітей у віці до 18 років та 0,0 % осіб у віці 65 років та старших.
Цивільне працевлаштоване населення становило 139 осіб. Основні галузі зайнятості: освіта, охорона здоров'я та соціальна допомога — 20,9 %, публічна адміністрація — 17,3 %, виробництво — 15,8 %.